# Joan Guillem d'Orange-Nassau

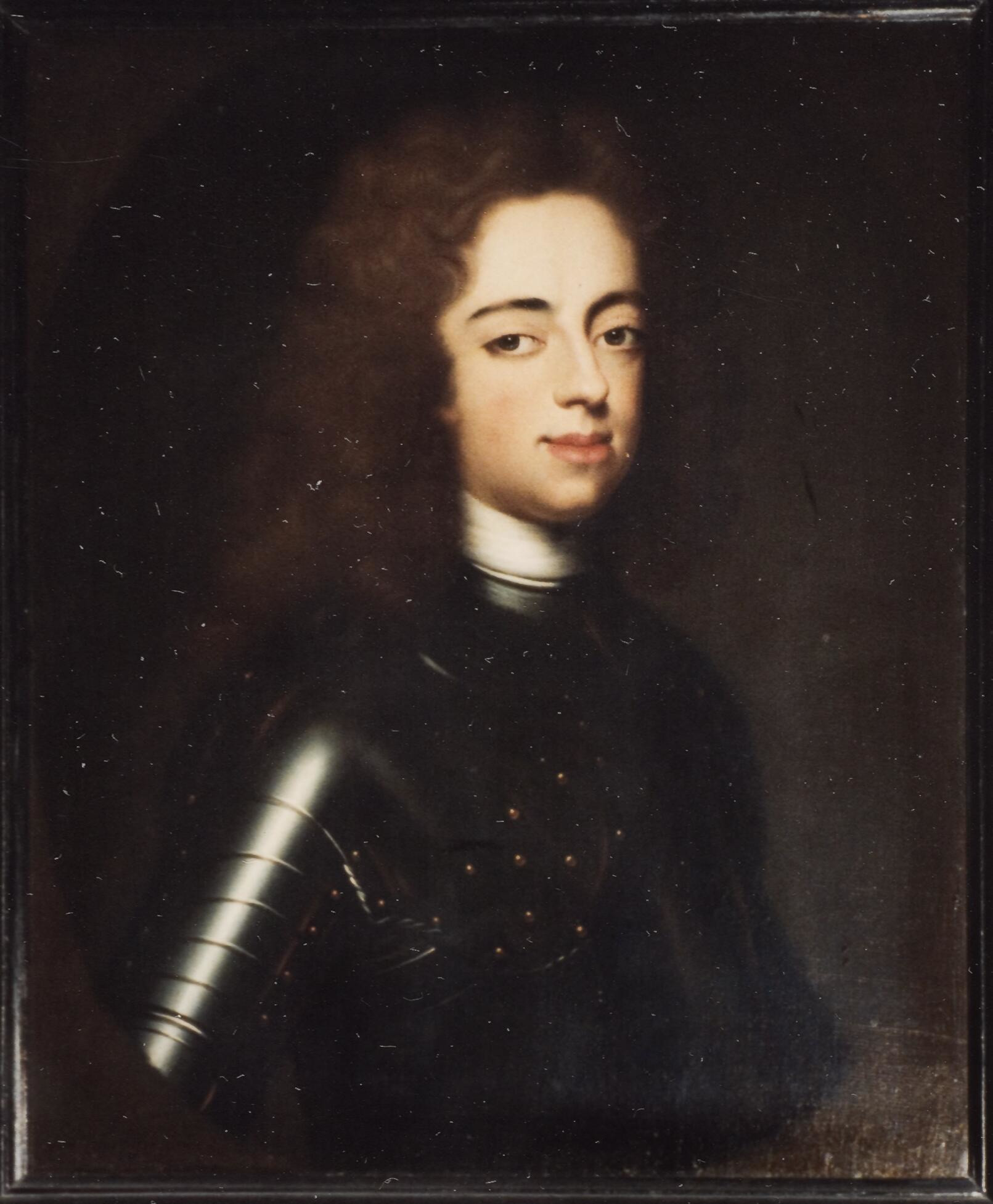
Joan Guillem d'Orange-Nassau

Joan Guillem d'Orange-Nassau (Dessau, Ducat de Saxònia, 4 d'agost de 1687 - Dordrecht, 14 de juliol de 1711) fou membre de la Casa de Nassau i ostentar el títol de duc Nassau-Dietz i de Katzenbogen entre els anys 1696 i 1711.
En morir Guillem III, va assumir el títol de Príncep d'Orange al capdavant del govern de la província holandesa de Drenthe. Era fill del duc Enric Casimir II de Nassau-Dietz (1657-1696) i d'Enriqueta Amàlia d'Anhalt-Dessau (1666-1726).
El 1709 es va casar amb Maria Lluïsa de Hessen-Kassel (1688-1765), germana de Frederic I de Suècia i filla del landgravi Carles I de Hessen-Kassel (1654-1730) i d'Amàlia Kettler de Curlàndia (1653-1711). El matrimoni va tenir dos fills: Carlota Amàlia d'Orange-Nassau (1710-1777), casada amb Frederic de Baden-Durlach (1702-1732); i Guillem IV d'Orange (1711 - 1751), que es va casar amb la princesa Anna de Hannover (1709-1759).
Joan Guillem va participar en la Guerra de Successió espanyola, sota el comandament del duc de Marlborough. Però, tornant del front belga cap a La Haia el vaixell en què viatjava naufragà en una tempesta i va perdre la vida. El seu fill Guillem naixeria uns mesos després de la seva mort.